# Ljuben Berov
Ljuben Berov, bulharsky Любен Беров (6. října 1925 – 7. prosince 2006) byl bulharský ekonom a politik. V letech 1992–1994 byl jako nestraník premiérem Bulharska, v letech 1992–1993 ministrem zahraničních věcí. Jeho kabinet stál na podpoře Bulharské socialistické strany a Hnutí za práva a svobody. V letech 1950–1985 byl vědeckým pracovníkem a nakonec profesorem na Univerzitě v Sofii, byl děkanem katedry hospodářských dějin.